# Brygada Syndykalistyczna
Brygada Syndykalistyczna – oddział wojskowy złożony z działaczy Związku Syndykalistów Polskich (ZSP) i Syndykalistycznej Organizacji „Wolność” (SOW; walczących wcześniej w szeregach Armii Krajowej i Polskiej Armii Ludowej) oraz część żołnierzy 104 Samodzielnej Kompanii Syndykalistów ZSP/AK rozformowanej 6 września 1944. Oddział brał udział w powstaniu warszawskim na terenie dzielnicy Śródmieście.
Brygada była operacyjnie podległa Polskiej Armii Ludowej, należała jednak do Syndykalistycznego Porozumienia Powstańczego. Pod koniec powstania, 3 października, jej stan osobowy wynosił 250 osób.

## Historia

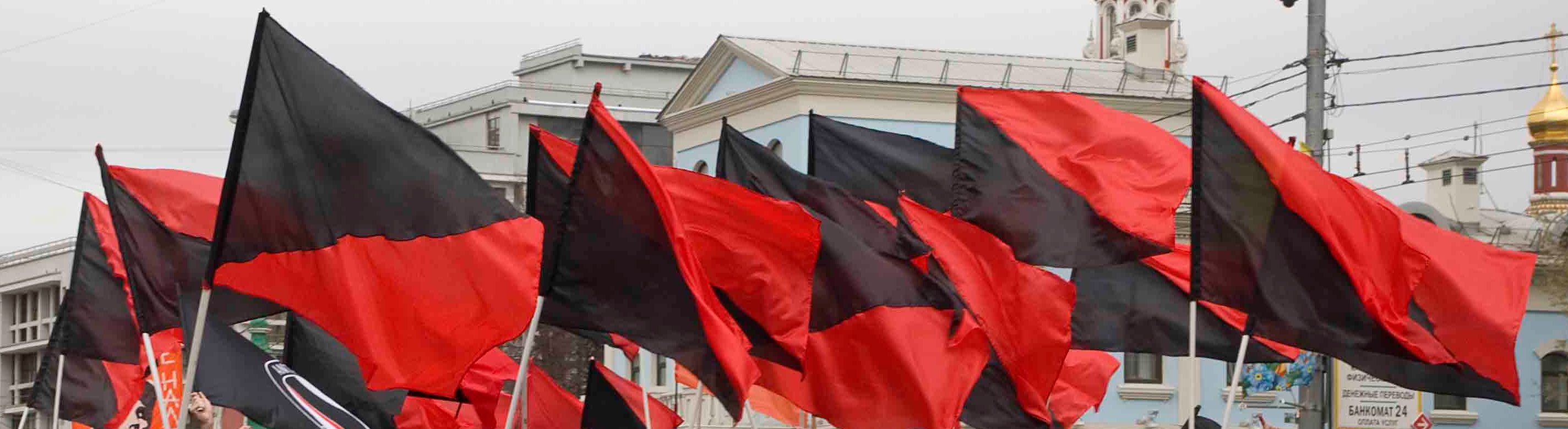
Sztandarem oddziału była flaga anarchosyndykalistyczna.

Brygada Syndykalistyczna utworzona została 2 września 1944, a dowódcą został kapitan Edward „Czemier” Wołonciej. Do Brygady wstąpili członkowie SOW, ZSP i uratowani z getta członkowie Anarchistycznej Federacji Polski (AFP), wcześniej walczący w oddziałach AK i Polskiej Armii Ludowej (PAL). Czarno-czerwoną flagę uznano za oficjalną barwę oddziału. 2 września dołączyły do nich niedobitki Kompanii Syndykalistów ZSP i grupa węgierskich Żydów. Stan osobowy brygady wzrósł wówczas do 256 ludzi.
Siedziba brygady mieściła się w kamienicy przy ul. Marszałkowskiej 57 (dawne kino Imperial). Składała się ona z dwóch plutonów szturmowych, jednego plutonu zaopatrzenia, a także żandarmerii i łączności. Brygada wydawała biuletyn Syndykalista, której redaktorem był Paweł Lew Marek oraz organizowała stołówkę dla cywili. 
W czasie powstania utworzono kolegialne kierownictwo w ramach Syndykalistycznego Porozumienia Powstańczego (SPP), w którym przewagę uzyskali anarchosyndykaliści (Tomasz Pilarski, Edward Wołonciej, Paweł Lew Marek). Dowództwo AK powierzyło brygadzie jedną z barykad do obrony. W połowie września z inicjatywy SOW odbyła się konferencja z udziałem partii lewicowych oraz stalinowskiej Polskiej Partii Robotniczej (PPR). Anarchosyndykaliści próbowali przekonać pozostałych do swojej „Platformy ruchu zawodowego w Polsce” i zasad demokracji bezpośredniej. Aczkolwiek bezskutecznie.
Po upadku powstania nieliczna część oddziału przedostała się na prawą stronę Wisły, większa zaś opuściła miasto jako ludność cywilna, bądź oddała się do niewoli. Pozostali członkowie ukryli się 5 października w piwnicy domu przy ul. Śliskiej 7. W grudniu 1945 kierownictwo cywilne ZSP wezwało swoich członków do ujawniania się przed organami władzy komunistycznej, co też większość z nich uczyniła, chociaż niektórzy przypłacili to wyrokami więzienia.